# Гленвуд-Сіті (Вісконсин)
Гленвуд-Сіті (англ. Glenwood City) — місто (англ. city) в США, в окрузі Сент-Круа штату Вісконсин. Населення — 1306 осіб (2020).

## Географія
Гленвуд-Сіті розташований за координатами 45°3′25″ пн. ш. 92°10′16″ зх. д. / 45.05694° пн. ш. 92.17111° зх. д. (45.057023, -92.171215).  За даними Бюро перепису населення США в 2010 році місто мало площу 6,45 км², уся площа — суходіл.

## Демографія
Згідно з переписом 2010 року, у місті мешкали 1242 особи в 509 домогосподарствах у складі 328 родин. Густота населення становила 193 особи/км².  Було 561 помешкання (87/км²).
Расовий склад населення:
| - 97,7 % — білих - 0,5 % — азіатів - 0,1 % — корінних американців - 0,1 % — чорних або афроамериканців |

До двох чи більше рас належало 1,1 %. Частка іспаномовних становила 1,9 % від усіх жителів.
За віковим діапазоном населення розподілялося таким чином: 26,7 % — особи молодші 18 років, 55,8 % — особи у віці 18—64 років, 17,5 % — особи у віці 65 років та старші. Медіана віку мешканця становила 37,7 року. На 100 осіб жіночої статі у місті припадало 92,9 чоловіків;  на 100 жінок у віці від 18 років та старших — 85,0 чоловіків також старших 18 років.
Середній дохід на одне домашнє господарство  становив 54 999 доларів США (медіана — 41 958), а середній дохід на одну сім'ю — 69 209 доларів (медіана — 61 750). Медіана доходів становила 41 655 доларів для чоловіків та 29 792 долари для жінок. За межею бідності перебувало 14,9 % осіб, у тому числі 25,8 % дітей у віці до 18 років та 8,3 % осіб у віці 65 років та старших.
Цивільне працевлаштоване населення становило 590 осіб. Основні галузі зайнятості: освіта, охорона здоров'я та соціальна допомога — 26,4 %, виробництво — 15,8 %, роздрібна торгівля — 11,7 %, будівництво — 7,8 %.